# Саритогайський сільський округ (Акжаїцький район)
Саритога́йський сільський округ (каз. Сарытоғай ауылдық округі, рос. Сарытогайский сельский округ) — адміністративна одиниця у складі Акжаїцького району Західноказахстанської області Казахстану. Адміністративний центр — село Жанама.
Населення — 941 особа (2021; 1137 у 2009, 1311 у 1999, 1335 у 1989).
Станом на 1989 рік існувала Зауральна сільська рада (села Жанама, Сарман) колишнього Тайпацького району.

## Склад
До складу округу входять такі населені пункти:
| Населений пункт | Старі назви | Населення, осіб (1989) | Населення, осіб (1999) | Населення, осіб (2009) | Населення, осіб (2021) |
| --------------- | ----------- | ---------------------- | ---------------------- | ---------------------- | ---------------------- |
| Жанама, село    | -           | 1029                   | 989                    | 856                    | 760                    |
| Сарман, село    | -           | 306                    | 322                    | 281                    | 181                    |